# Jordi Rougé
Pour les articles homonymes, voir Rougé (homonymie).
Pas d'image ? Cliquez ici

a Compétitions nationales et continentales officielles uniquement.

Dernière mise à jour le 19 octobre 2022.
Jordi Rougé, né le 3 octobre 1987, est un joueur français de rugby à XV qui évolue au poste de centre. Il se reconvertit ensuite en tant qu'entraîneur.

## Biographie
Jordi Rougé commence à pratiquer le rugby à XV à l'âge de 6 ans à Dourdan, sa ville natale. Il rejoint ensuite le club voisin du RC Massy avec lequel il devient en 2004 champion de France en catégorie cadet.
Après avoir passé des tests de sélection, il intègre les Reichel de l'US Dax. Alors que le club rouge et blanc évolue en Top 14 pendant la saison 2007-2008, il joue son premier match professionnel le 14 juin 2008 dans le cadre de la dernière journée de la saison régulière, sur le terrain de l'ASM Clermont Auvergne. Membre du centre de formation, et après plusieurs blessures ayant freiné sa carrière, il obtient une place de titulaire pour les dernières rencontres de la saison 2009-2010 de Pro D2 pour lesquelles les jeunes joueurs sont mis en avant,.
Malgré tout, il n'est pas conservé à l'intersaison 2010, ne rentrant pas dans les plans du nouvel entraîneur Jean-Philippe Coyola. Après quatre saisons dans les Landes, Rougé rebondit en Fédérale 1 avec son club formateur massicois. Au terme de sa deuxième année, il atteint la finale de Fédérale 1 et décroche ainsi l'accession à la Pro D2.
Il signe en 2013 avec l'USO Nevers. Après cette saison en Bourgogne, il retourne dans les Landes pour intégrer l'US Tyrosse, toujours en Fédérale 1.
À l'intersaison 2016, alors qu'il a obtenu entre-temps un diplôme d'État spécialisé rugby, il se reconvertit en tant que responsable technique de l'association du Cercle Jules Ferry, club de Saint-Malo en tant qu'entraîneur de l'équipe première, cette dernière ambitionnant la montée en Fédérale 3 ; le « XV corsaire » atteint son objectif en 2018. En parallèle, il continue à pratiquer sur le terrain, sous licence avec son club formateur du RC Dourdan lors de la saison 2016-2017,, puis avec le club malouin.
En 2022-2023, alors qu'il occupe toujours le double rôle d'entraîneur et de joueur au XV Corsaire de Saint-Malo,, il intervient également auprès du club du Rennes EC, nouveau pensionnaire de Nationale, en tant qu'entraîneur dans le secteur tactique.

## Palmarès
- Championnat de France cadets :
  - Vainqueur : 2004 avec le RC Massy.
- Championnat de France de 1re division fédérale :
  - Vice-champion : 2012 avec le RC Massy.